# Науково-інформаційний центр «Меморіал»

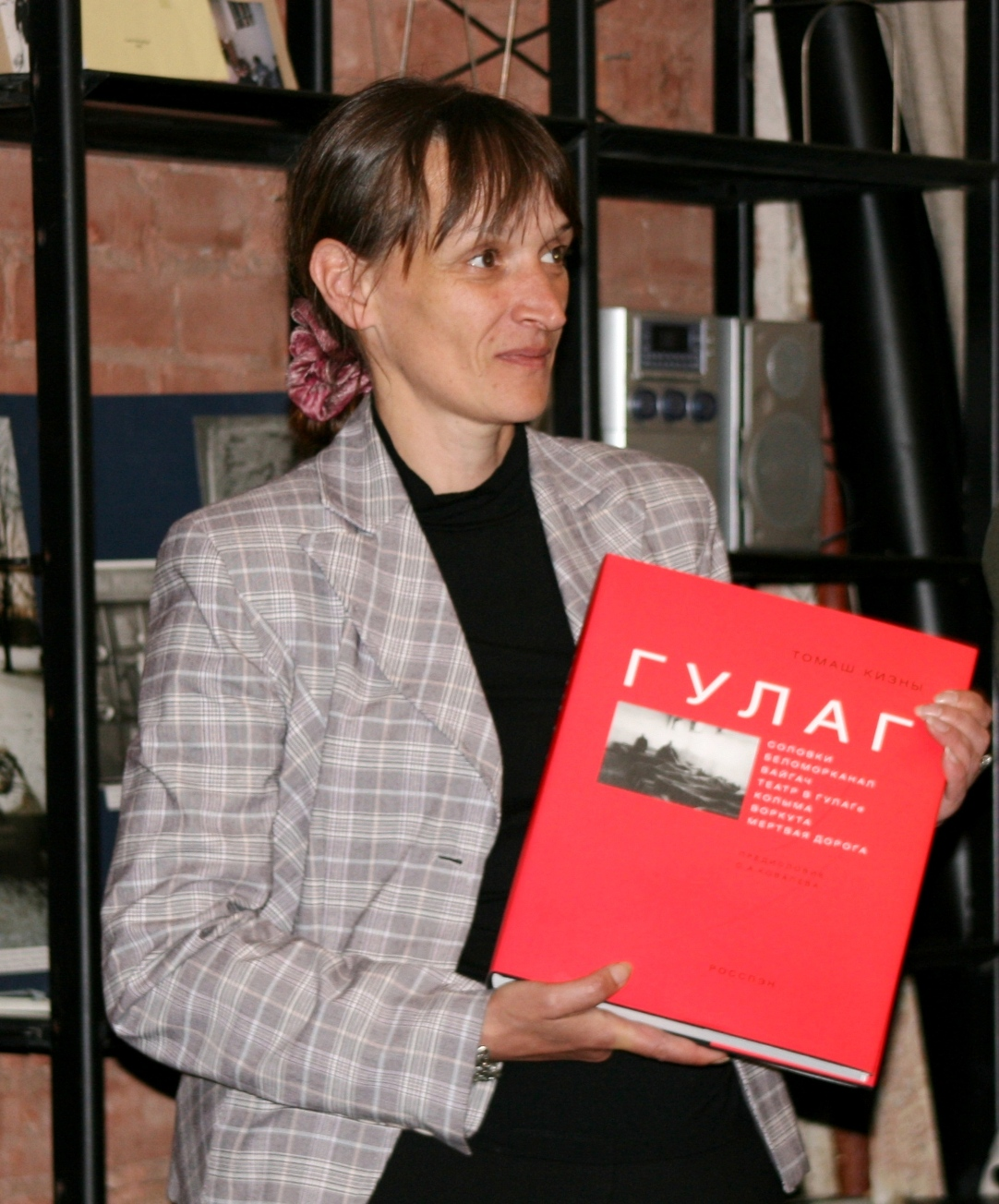
Ірина Фліге в офісі НІЦ «Меморіал» презентує нове видання на зустрічі з представниками делегації української громадськості (Санкт-Петербург, 2008).
Фото Сергія Шевченка

Науко́во-інформаці́йний центр «Меморіа́л» (рос. Научно-информационный центр «Мемориал»; повна назва українською — Регіональна громадська установа «Науково-інформаційний центр „Меморіал“») — некомерційна громадська установа, зареєстрована в м. Санкт-Петербург (Російська Федерація). Після 2015 року проводить публічну діяльність як «Науково-інформаційний центр „Фонд Іофе“».

## Історія
НІЦ «Меморіал» (Санкт-Петербург) створив 1991 року правозахисник і громадський діяч, історик Веніамін Іофе (1938—2002, Санкт-Петербург) як центр для наукового забезпечення роботи історико-архівної комісії товариства «Меморіал» — благодійної історико-просвітницької правозахисної громадської організації. Остання утворилася 1988 року на основі руху за створення пам'ятників жертвам політичних репресій радянського режиму й мала кілька напрямів діяльності: соціальний; правозахисний; історико-просвітницький (останнім опікуються НІЦ «Меморіал» і Просвітницький центр).
З 2002 року директор НІЦ «Меморіал» — Ірина Фліге.

## Діяльність
Центр формує базу даних з переліком місць поховань жертв політичних репресій, має архів, бібліотеку, дискусійний і виставковий простір. До непублічної частини роботи установи належать архівні дослідження, комплектування, систематизація та описання документальних колекцій, обслуговування запитів, експедиційно-пошукова діяльність тощо.

### Основні проєкти
- Віртуальний Музей Гулагу.
- Карта Пам'яті: Некрополь терору й Гулагу.

Наприкінці 1990-х НІЦ «Меморіал» відіграв важливу роль у віднайденні на території Карелії місця масових розстрілів часів Великого терору (урочище Сандармох), а також сприяв у підготовці в Україні 3-томного науково-документального видання «Остання адреса» (Київ: Сфера, 1997—1999).
Центр бере активну участь у проведенні днів пам'яті жертв політичних репресій. У 2008-му Український інститут національної пам'яті відзначив директора НІЦ «Меморіал» І. Фліге подякою за плідну співпрацю в організації та забезпеченні участі делегацій громадськості в традиційних міжнародних днях пам'яті на меморіалі «Сандармох» (Карелія) і на Соловецьких островах. У 2012-му активісти НІЦ «Меморіал» надали допомогу представникам українського «Соловецького братства» в установленні на Соловках пам'ятного знака українцям — жертвам репресій тоталітарного режиму.
Влада РФ неодноразово намагалася протидіяти роботі НІЦ «Меморіал». У грудні 2008-го слідчі Генеральної прокуратури Росії провели обшук в установі, вилучили жорсткі диски й компакт-диски з матеріалами архіву, проте НІЦ «Меморіал» виграв суд і вилучене повернули. У листопаді 2015-го Міністерство юстиції РФ внесло НІЦ «Меморіал» до реєстру «організацій, що виконують функції іноземних агентів», що змусило установу вжити заходів проти нових гонінь, зокрема перевести публічну діяльність на «Фонд Іофе» — незалежну історико-просвітницьку організацію, створену 2000 року в Санкт-Петербурзі Веніаміном Іофе.

## Нагороди
- Міжнародна премія Freedom of Expression («Свобода вираження») (2012)[5][6].